# Centro Pallacanestro Rende
Il Centro Pallacanestro Rende è la principale squadra di pallacanestro femminile di Rende (Cs).

## Storia
Durante le stagioni 2002-03, 2003-04 e 2004-05 ha disputato dei buoni campionati di Serie A2. Nel 2005-06 si è classificato 13º e si è salvato battendo Battipaglia ai play-out. Nel 2006-07 si è classificato all'11º posto nel girone B, salvandosi senza passare dagli spareggi.
Nel 2010-'11 retrocede in Serie B dopo i play-out, ma non è inclusa tra le squadre aventi diritto alla categoria. In seguito, la società annuncia di non procedere con la richiesta di ripescaggio in A2 e quindi la partecipazione alla Serie B; il nuovo allenatore è Pierpaolo Carbone.

## Cronistoria
| Cronistoria della Centro Pallacanestro Rende |
| --- |
| - n.d. - fondazione del Centro Pallacanestro Rende - 1996-1997 · 4ª in Serie A2, 5ª nella Poule Promozione. - 1997-1998 · 6ª nel Girone C di Serie A2, ammessa alla nuova Serie A2. - 2002-03: 4° nel Girone Sud di Serie A2. - 2003-04: 1° nel Girone Sud di Serie A2. - 2004-05: nel Girone B di Serie A2. - 2005-06: 13° nel Girone Sud di Serie A2. - 2006-07: 11° nel Girone Sud di Serie A2. - 2007-08: 8° nel Girone Sud di Serie A2. - 2008-09: 13° nel Girone Sud di Serie A2, salva ai play-out. - 2009-10: 6° nel Girone Sud di Serie A2, partecipa ai play-off. - 2010-11: 15° nel Girone Sud di Serie A2, retrocede in Serie B ai play-out. |

## Formazioni
- 2005-06 (Dodaro, A2): D'Arenzo, M. Forgiane, R. Forgiane, Gallo, Gullo, Iazzolino, Lovato, Pescatore, Rizzuto, Scaramuzzino, Simonetti, Strano, Vanni. Allenatore: Ragusa.[3]
- 2006-07 (Isocasa, A2): Buzzanca, Castagna, Costello, D'Arenzo, De Rosa, Filippelli, Forgione, Gallo, Gullo, Iazzolino, Scaramuzzino, Strano. Allenatore: Salineri.[4]
- 2007-08 (Calabra Maceri, A2): Rios, Buzzanca, Strano F., Cerretti, Strano B., Maddaloni, Gullo, Buscemi, Scaramuzzino, Forgione, D'Arenzo, Gallo, Aprea, Castagna. Allenatore: Valentinetti.[5]